# Зеркальный (пруд)
Пруд Зеркальный — гидрологический памятник природы местного значения. Находится в Краматорском районе Донецкой области в северной части посёлка Краснопольского лесничества. Статус памятника природы присвоен решением облисполкома № 310 21 июня 1972 года. Площадь — 1,5 га. Представляет собой искусственный пруд среди лесных насаждений.